# けがき
けがき（罫書、罫書き。英: marking-off、英: scribing）とは、物作りの工程で、実際の加工作業を始めるにあたり、設計図で指示された加工位置をワーク（材料）に書き込む（刻みつける）行為を指す。「罫書き」とあるが、実際にけがくのは罫（直線）とは限らず、例えばコンパスによる円描画やセンターポンチによる窪み加工も「けがき」である。

## 製造

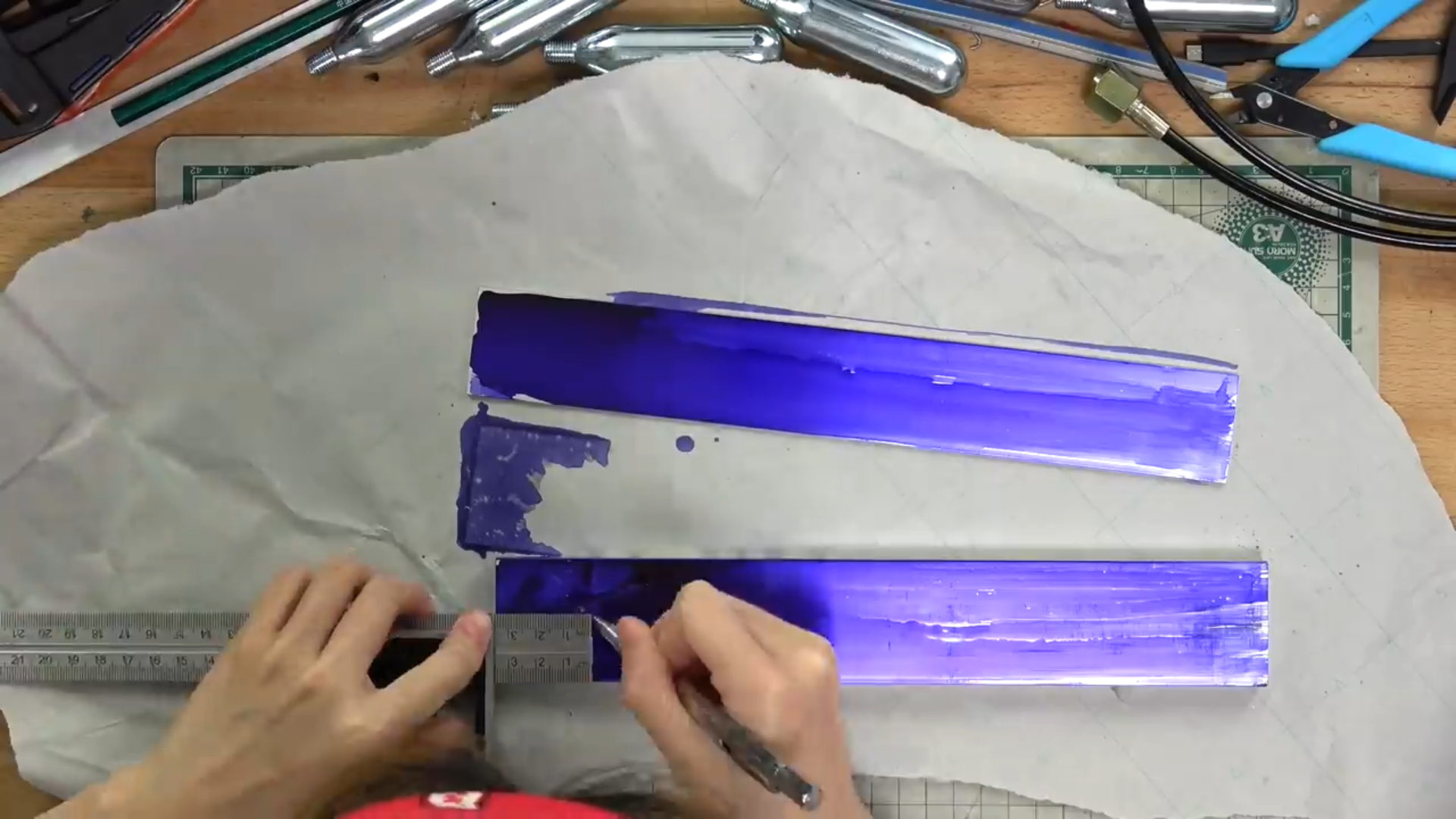
ケガキ剤を金属表面に塗布して、ケガキを正確に行えるように準備している

ワークに、図面（加工図）で指定された寸法をけがくのは、実際の加工準備として重要な工程である。
以下のような道具がよく用いられる：
- 定盤 - 精度の高いケガキを行うため、高い水準で水平度を出した加工台。
- アングルプレート（英語版）、万力 - ワークを固定して、けがく際にブレないようにする
- けがき針 - 紙の場合の鉛筆やペンに相当する道具[5]。尖った先で金属表面に引っかき傷（浅い溝）を付けることで線を引く
- トースカン - 台付罫書針とも。一定の高さで線を引くための道具。
- ハイトゲージ - 同じく、一定の高さで線を引くための道具。トースカンにダイヤルゲージと副尺（バーニヤ）を追加して、測定機能を追加した物。
- ケガキ剤（英語版） - けがき作業に先立ち、加工面に塗布して、けがき針の痕がはっきりと残る（見える）ようにする塗料。ケガキインキ、ケガキ塗料。
- 型取りゲージ（英語版）
- 分度器 - 角度をけがく時に用いる。単なる分度器でなく、「プロトラクター」と通称されるアーム付きの物がよく用いられる。
- スコヤ - 「直角定規」とも。名前の通り、直角を出すのに使う
- コンビネーションスコヤ（英語版） - 定規にスライドできるスコヤが付いた器具。直角を出すほか、スコヤを任意の位置で固定することで、一定幅のけがきを容易に行える
- ポンチ - センタポンチは穴開けがズレないように、ドリルの先端を当てる凹みを付けるために使われる。目打ちポンチ（プリックポンチ）は先端部がより鋭くなっていて、より鋭い凹みを付けることが出来る。位置を記したり、センタポンチを使うときにブレないようにする。いずれもワークに押し当て、ハンマーで叩くことで凹みを付ける
  - オートポンチ（英語版） - 自動ポンチ、オートマチックセンターポンチなどとも。ハンマー不要で、手で押し込むだけでポンチ作業が行える。
- ノギス - 幅、厚み、内径、外径などを正確に測定する

## 溶接
普通の手溶接ではそこまでの厳しい誤差管理が求められないため、一般的に使われるのはセンターポンチとハンマー、金尺や巻き尺とチョークなどである。
この場合の「チョーク」は滑石（石鹸石）を棒状にカットしたもので、石筆とも呼ばれる。石膏や石灰の粉末を形成して作られる一般的な黒板用のチョークと比較すると、石筆は硬くて強い線を書ける。熱にも強く、「黒皮」と呼ばれる表面が暗色の圧延鋼板や形鋼のけがきに適する。

## 木工

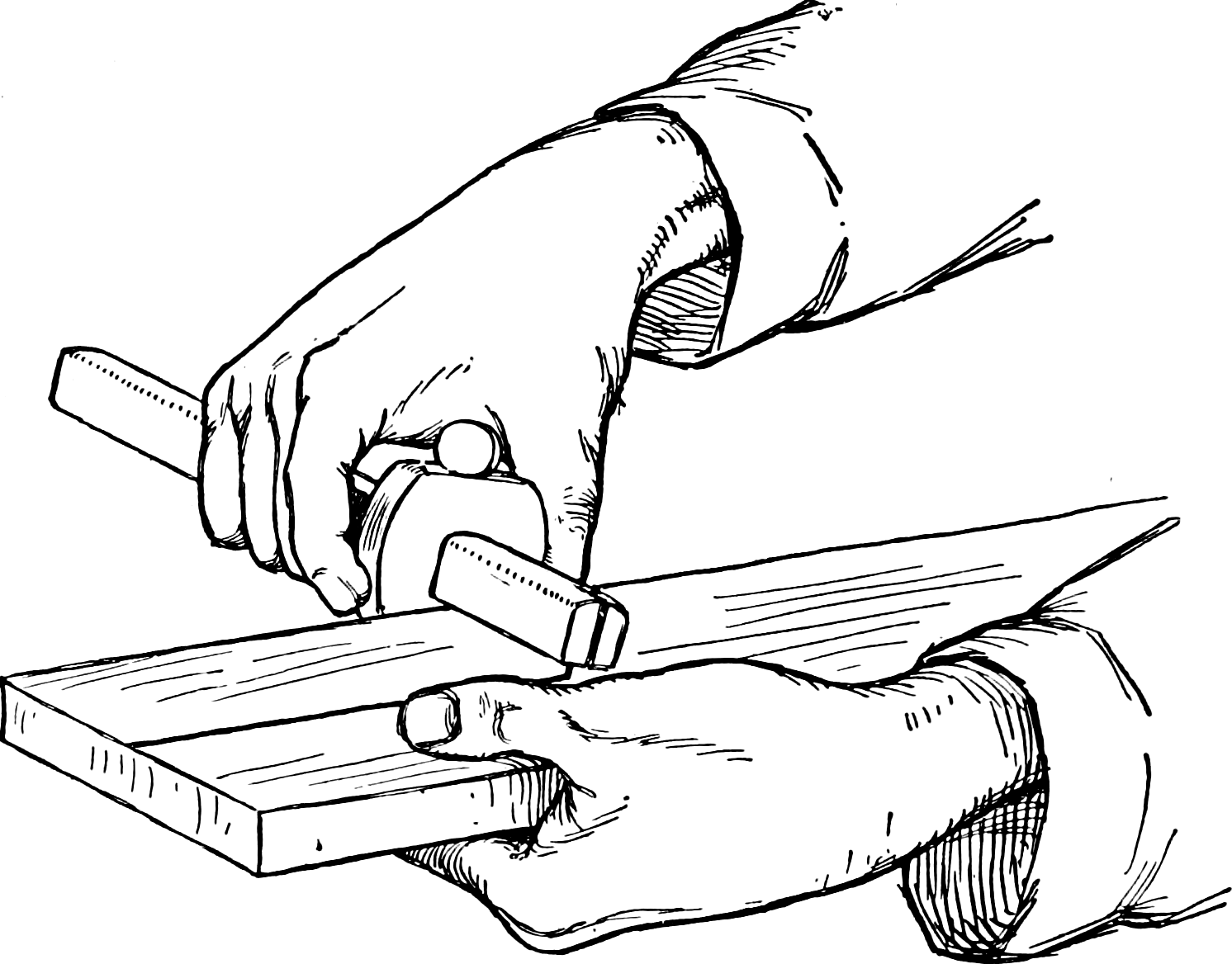
けびき（罫引）を使ったけがき（墨付け）の様子

大工や建具職人が行うけがき作業は「墨付け」とも呼ばれる。かつては文字通り墨を用いる工程で、墨差しや墨壺を用いて行われていた。今では鉛筆やシャープペンシルも用いられている。より正確な線が求められる場合、細い刃を用いる罫引も古くから使われ続けている。